# Marc Coma i Camps
Marc Coma i Camps   (Avià, 7 d'octubre de 1976) és un pilot català d'enduro i raids. La seva carrera inicial dins la disciplina de l'enduro fou reeixida i obtingué entre d'altres el títol de Campió del Món júnior Sub-23, la victòria als Sis Dies Internacionals en categoria júnior tot integrant l'equip estatal (1998) i el Campionat d'Espanya júnior (1995). Però és en l'especialitat dels raids on ha aconseguit els seus principals èxits, entre els quals sis Campionats del Món de raids i cinc victòries al Ral·li Dakar en la categoria de motocicletes (2006, 2009, 2011, 2014 i 2015), totes elles amb l'equip oficial KTM.
El 2 de juliol del 2015 es va fer públic que deixava la competició i esdevenia el nou director esportiu del Ral·li Dakar.

## Biografia
Nascut en el si d'una família amb força afició al motociclisme (el seu pare, Ricard, va arribar a ser cinquè en el Campionat d'Espanya de motocròs en categoria sènior), Marc Coma s'estrenà amb la Montesa Cota 348 del seu oncle a només vuit anys. Més tard, tingué la seva primera moto pròpia -una Puch Cobra 74- i després va passar a una Honda CR 125 de motocròs, amb la qual va començar a córrer les seves primeres curses.

### Inicis en enduro
Aviat va començar a córrer en campionats regionals, provincials i estatals, fins que a 18 anys es va centrar en l'enduro i aconseguí els seus primers èxits en aquesta especialitat. El 1995 es proclamà Campió d'Espanya Júnior en la categoria superior a 175cc amb una KTM 250cc. Després d'aquest títol va entrar en l'equip estatal d'enduro, amb el qual va aconseguir l'any següent la medalla d'argent als Sis Dies Internacionals d'enduro (ISDE). Més tard, assolí el quart lloc en el Campionat d'Europa d'Enduro Sènior en categoria superior a 175cc, el Campionat Mundial d'enduro Sub-23 i el Campionat del Món per equips als ISDE de 1998 i el tercer lloc al mateix campionat l'any 2000.

### 2002, debut al Dakar
Decidit de feia temps a participar en el Ral·li Dakar, el 2002 aprofità l'oferta que li va fer l'expilot de ral·lis africans Carlos Sotelo: pilotar una moto construïda per ell mateix, la CSV (amb motor monocilíndric Suzuki), al Ral·li Arres-Madrid-Dakar. Coma no va aconseguir acabar però el Dakar ja l'havia enganxat. Aquella mateixa temporada va provar sort a la Baja Aragón i en la seva primera participació fou segon.
L'any següent, 2003, integrat en una estructura oficial de KTM al costat de Nani Roma i Isidre Esteve, i amb el suport de Repsol YPF, Coma va tenir la seva primera oportunitat de realitzar un Dakar amb mitjans i aconseguí, amb una monocilíndrica, acabar onzè (líder de la categoria Marathon), fins i tot amb el canell fracturat en una de les darreres etapes. De cara a l'edició del Dakar 2004, ja amb una moto plenament competitiva, Coma feu d'escuder de Nani Roma i d'Isidre Esteve fins que va patir una forta caiguda i s'hagué de retirar. Poc després va començar el Campionat del Món de Raids, aconseguint-hi resultats destacats com ara la victòria a la Baja Aragón i assolint la setena posició final.
Durant l'edició del Dakar del 2005 va liderar la prova en diverses ocasions i acabà en la segona plaça final després d'haver estat entre els millors durant tota la cursa. Ja consolidat com un dels millors del panorama internacional, Coma afrontà el Campionat del Món de Ral·lis Cross-Country (Raids) tot disputant prestigioses proves com ara el Ral·li de Sardenya (que guanyà, així com el Ral·li de les Pampes i el dels Faraons). En acabar segon a la UAE Desert Challenge de Dubai aconseguí el seu primer títol mundial, a l'edat de 28 anys.

### 2006, primera victòria al Dakar

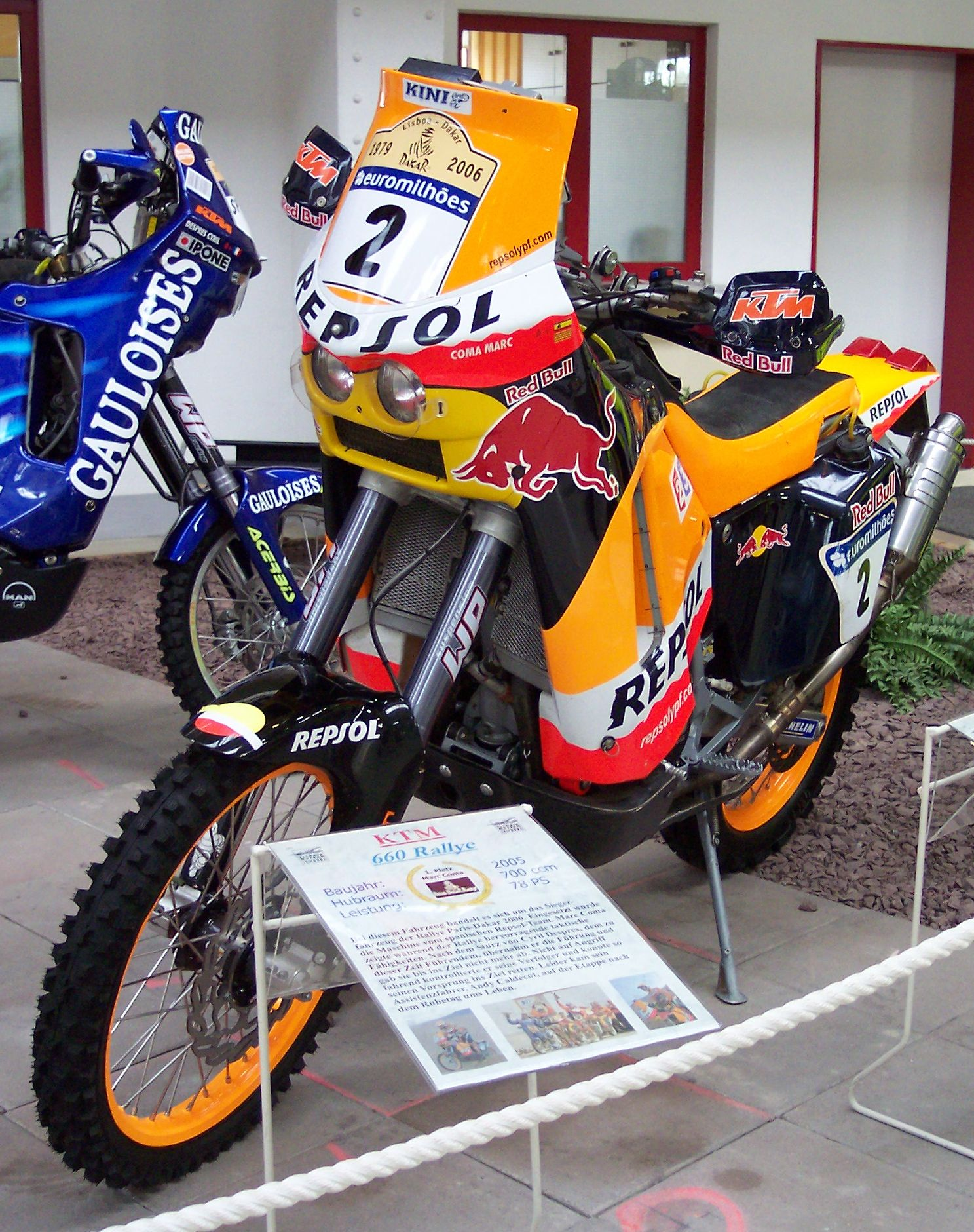
La KTM 660 amb què guanyà el Dakar del 2006

Arribats al Dakar del 2006 amb l'equip Repsol KTM, n'aconseguí el lideratge en la quarta etapa i ja no l'abandonà fins al final. Obtingué set segons llocs i, tot i no aconseguir cap victòria d'etapa, la seva regularitat li atorgà la victòria al Ral·li Dakar, esdevenint el segon català a aconseguir-ho després de Nani Roma el 2004. Més tard, les seves victòries en els raids Patagònia-Atacama (Argentina/Xile), Sardenya, Marroc, Egipte i Dubai li atorgaren el seu segon títol consecutiu al Mundial de Raids.
A l'edició del Dakar del 2007, després d'imposar-se en tres etapes i dominar la cursa còmodament, a només dos dies de l'arribada va cometre un error de navegació que va acabar en caiguda, havent de retirar-se de la prova. Per compensar, durant la temporada es va proclamar per tercer any consecutiu Campió del Món de Raids amb victòries a Tunísia, Sardenya, Patagònia, Egipte i Dubai. Aquell any fou guardonat amb el premi al millor esportista català de l'any per la UFEC.
L'any 2008, el Ral·li Dakar es va suspendre a causa de diverses amenaces terroristes i Coma, durant el Campionat del Món de Raids, no tingué gaire bona actuació. Va guanyar, però, la Baja España-Aragón.

### 2009, el segon Dakar

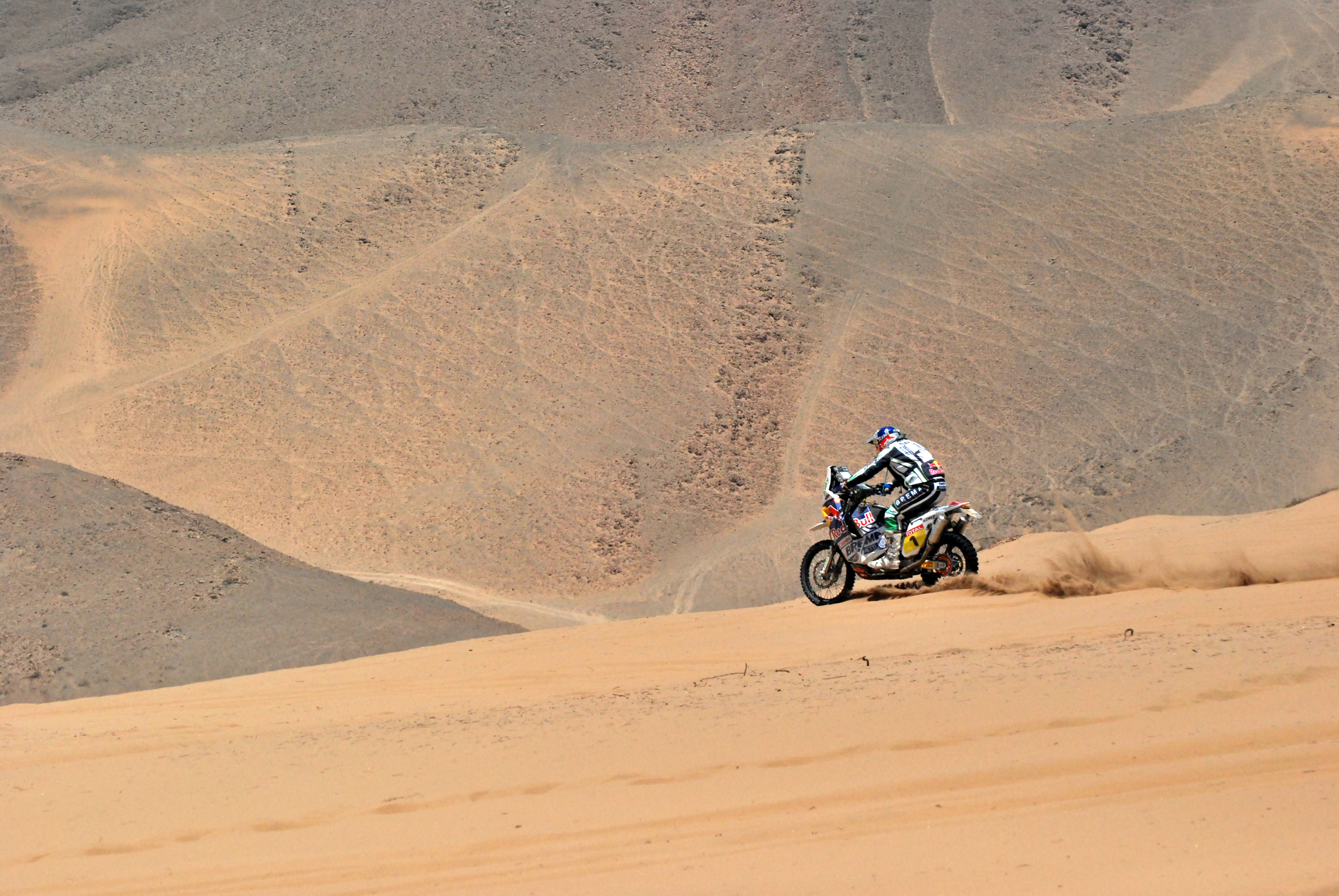
Al Ral·li Dakar del 2010, prop de Copiapó

El 2009, amb l'escenari canviat (ara, a Sud-amèrica) i escortat pels seus dos companys del Team Repsol KTM Jordi Viladoms i Gerard Farrés, Coma va dominar la cursa des de bon començament. Va guanyar en la primera especial amb més de vint minuts sobre el segon classificat i dia rere dia anà augmentant el seu marge fins a arribar còmodament a l'etapa final com a clar guanyador de la prova. Coma esdevenia així el primer català a aconseguir dues victòries al Ral·li Dakar.
A l'edició del 2010 del Dakar, marcada per un canvi de reglament que limitava la cilindrada de les motos a 450cc (i amb rumors de la possible retirada de KTM de la competició), Coma hi participà en el manillar d'una KTM 690 Rally amb la potència limitada. Acabà la cursa en quinzena posició final, amb quatre victòries d'etapa i 6 hores i 22 minuts de penalització (penalització que li fou imputada de forma polèmica en la jornada de descans). Després del Dakar participà en el Campionat del Món de Raids amb sengles victòries a l'Abu Dhabi Desert Challenge, el Ral·li de Tunísia, el de Sardenya, el Ral·li dos Sertoes i el dels Faraons, aconseguint així de forma incontestable el seu quart títol de Campió del Món Raids.

### 2011, tercer Dakar

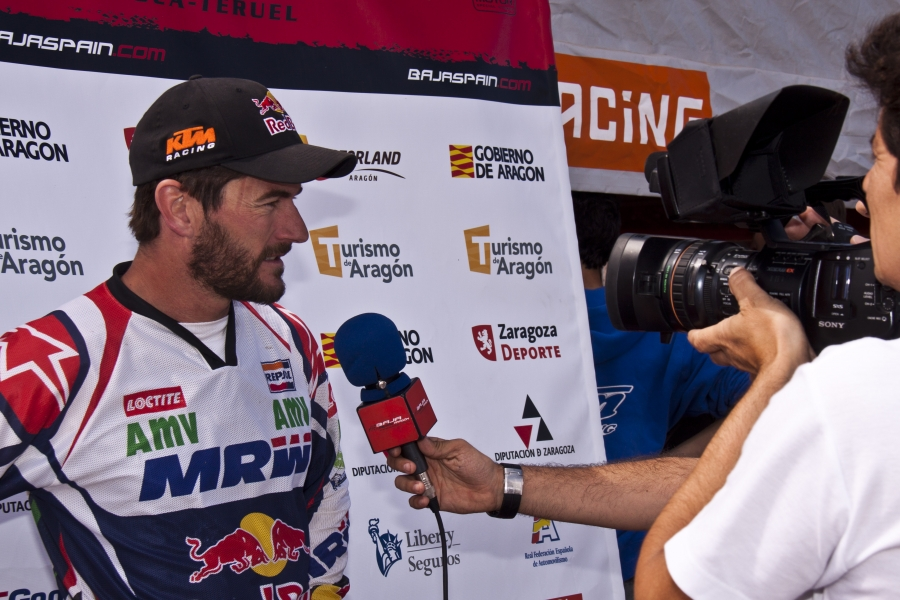
Marc Coma durant la Baja España-Aragón del 2011

El 2011, al Ral·li Dakar, Coma protagonitzà un nou duel amb Cyril Despres i, havent passat a encapçalar-ne la classificació general des de la quarta etapa, va anar augmentant progressivament el seu avantatge fins als 15 minuts i 4 segons amb què guanyà per tercera vegada aquesta dura prova (amb un temps total de 50 hores, 48 minuts i 21 segons), després de 9.000 quilòmetres recorreguts en 15 dies. Durant la cursa, Coma demostrà el seu esperit de companyonia en aturar-se a auxiliar el pilot Olivier Pain (de l'equip Yamaha), perdent així 11 minuts i 20 segons. Més tard, els jutges de la cursa decidiren retornar-li aquell temps perdut com a premi a la seva esportivitat.
A l'edició del 2012, quan anava primer del Ral·li Dakar a la penúltima etapa, Coma va patir una avaria a la caixa de canvis que va possibilitar el triomf del seu company d'equip Cyril Despres, ja que li fou imposada una penalització de 45 minuts per haver canviat el motor de la moto per segona vegada. El 2013 no va poder participar en la prova a causa d'una lesió d'espatlla que patí durant els darrers mesos de la temporada 2012, de la qual no se'n va poder recuperar a temps.

### 2014, quarta victòria al Dakar

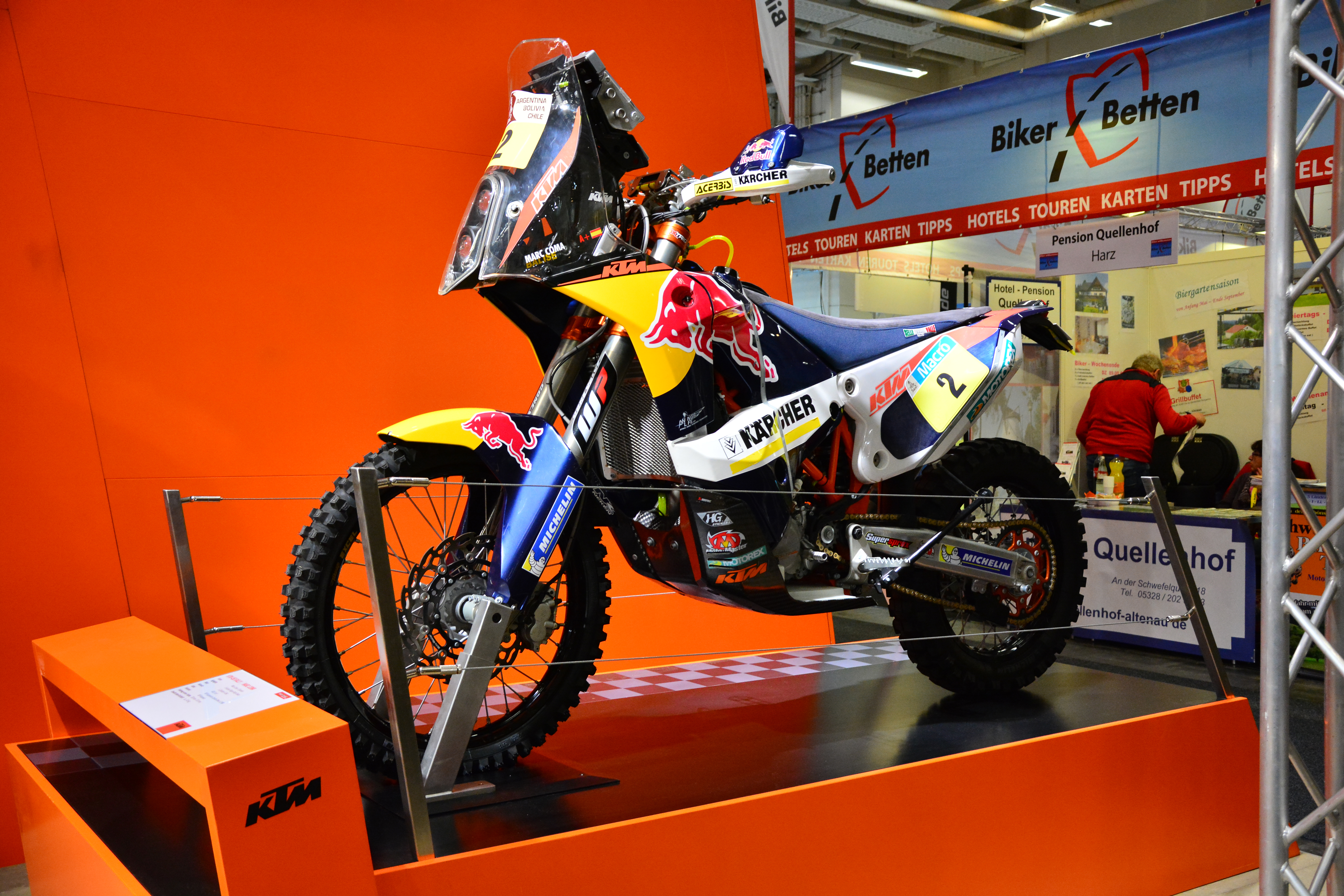
La KTM 450 Rally d'en Marc Coma

El 18 de gener de 2014, Marc Coma aconseguí el seu quart Ral·li Dakar a Valparaíso, obtenint un avantatge de gairebé dues hores sobre el seu motxiller, Jordi Viladoms, i de dues hores sobre Olivier Pain, tercer a la general. A més a més, avantatjà en poc més de dues hores a l'antic guanyador del Ral·li Dakar i excompany seu, Cyril Despres.

### 2015, el cinquè Dakar
A l'edició del 2015 del Ral·li Dakar, aconseguí la seva cinquena victòria en la prova i assolí així el mateix nombre de victòries que Cyril Neveu i Cyril Despres, quedant-se a només una de Stéphane Peterhansel (guanyador de la prova onze vegades, sis de les quals amb moto).

## Palmarès

### Enduro
- 1995[10]
  - Campió d'Espanya d'enduro Júnior sup. 175 cc
  - Campió d'Espanya d'enduro Júnior sup. 175 cc per marques
- 1996[10]
  - Medalla d'argent al Mundial per equips d'enduro (Sis Dies Internacionals d'enduro, ISDE)
- 1997[10]
  - 4t al Campionat d'Europa d'enduro Sènior sup. 175 cc
- 1998[10]
  - Campió Mundial d'enduro Sub-23
  - Campió Mundial per equips d'enduro (ISDE)
  - Subcampió d'Espanya d'enduro Sènior 125 cc
- 1999[10]
  - 12è al Mundial d'enduro Sènior 250 cc
  - 2n Absolut al Memorial Toni Soler
- 2000[10]
  - 2n a l'Enduro Indoor de Barcelona
  - 10è al Mundial d'enduro Sènior 600 cc
  - Guanyador de l'Enduro de las Autonomías Sènior 600 cc
  - 3r al Campionat d'Espanya d'enduro Sènior 600 cc
  - 3r al Mundial per equips d'enduro (ISDE)
- 2001[10]
  - 3r al Mundial per equips
  - 9è al Mundial d'enduro
  - Subcampió d'Espanya d'enduro Sènior 600 cc
- 2002[10]
  - Subcampió d'Espanya d'enduro Sènior 600 cc (6è scratch)
  - Guanyador Absolut al Memorial Toni Soler
- 2006
  - 4t d'etapa a La Pobla Tornesa (Campionat d'Espanya d'enduro)

### Raids
- 2002[10]
  - 2n a la Baja España-Aragón
  - Debut en el Ral·li Arras-Madrid-Dakar. Retirat.
- 2003[10]
  - 11è al Ral·li Dakar
  - Participació en el Ral·li d'Egipte
- 2004[10]
  - 2n al Ral·li de Tunísia
  - 6è al Ral·li de Sardenya
  - Guanyador de la Baja España-Aragón
  - 2n al Ral·li del Marroc
  - 7è a la Copa del Món de Raids
  - Participació en el Ral·li Dakar. Retirat.
- 2005[10]
  - Guanyador del Ral·li dels Faraons, Egipte
  - Guanyador del Ral·li de Sardenya
  - Guanyador del Ral·li Las Pampas, Argentina
  - 2n al Ral·li ORPI del Marroc
  - 2n al UAE Desert Challenge, Dubai
  - Campió del Món de Raids
  - Segon en el Ral·li Barcelona-Dakar
- 2006[10]
  - Guanyador del Ral·li Las Pampas, Argentina
  - Guanyador del Ral·li de Sardenya
  - Guanyador del Ral·li del Marroc
  - Debut al volant d'un Mitsubishi Montero a la Baja Aragón
  - Guanyador del Ral·li dels Faraons, Egipte
  - Guanyador del UAE Desert Challenge, Dubai
  - Campió del Món de Raids
  - Guanyador del Ral·li Lisboa-Dakar
- 2007[10]
  - Participació en el Ral·li Dakar. Retirat.
  - Guanyador del Ral·li de Tunísia Optic 2000
  - Guanyador del Ral·li de Sardenya
  - 13è a la Baja España-Aragón
  - Guanyador del Ral·li Patagònia-Atacama (Argentina-Xile)
  - Guanyador del Ral·li dels Faraons, Egipte
  - Guanyador del UAE Desert Challenge, Dubai
  - Escollit millor esportista català de l'any per la UFEC
  - Campió del Món de Raids
- 2008[10]
  - 4t al Ral·li dos Sertoes
  - Guanyador de la Baja España-Aragón
  - 3r al PAX Ral·li
  - 17è al UAE Desert Challenge (Avaria a la penúltima etapa anant-ne líder)
- 2009[10]
  - Guanyador del Ral·li Dakar Argentina-Xile
  - Guanyador del Ral·li d'Abu Dhabi (Abu Dhabi Desert Challenge)
  - 2n al Ral·li de Tunísia
  - Guanyador del Ral·li del Marroc
  - 3r al Campionat del Món de Raids
- 2010[10]
  - Guanyador del Ral·li d'Abu Dhabi
  - 2n al Ral·li de Tunísia
  - Guanyador del Ral·li de Sardenya
  - Guanyador del Ral·li Dos Sertoes
  - Guanyador del Ral·li dels Faraons
  - 3r al Ral·li del Marroc
  - 15è al Ral·li Dakar
  - Campió del Món de Raids
- 2011[10]
  - Guanyador del Ral·li Dakar Argentina-Xile
  - Guanyador del Ral·li d'Abu Dhabi
  - Guanyador del Ral·li de Sardenya
  - Guanyador del Ral·li d'Egipte
  - 2n al campionat del món de Raids
- 2012[10]
  - 2n al Ral·li Dakar Argentina-Xile-Perú
  - Guanyador del Ral·li d'Abu Dhabi
  - Guanyador del Ral·li de Qatar
  - Guanyador del Ral·li de Sardenya
  - Campió del Món de Raids
- 2013[10]
  - Guanyador del Ral·li d'Abu Dhabi
  - Guanyador del Ral·li de Qatar
  - Guanyador del Ral·li de Sardenya
  - Guanyador del Ral·li de l'Argentina
  - Guanyador del Ral·li del Brasil
- 2014
  - Guanyador del Ral·li Dakar
  - Campió del Món de Raids[17]
- 2015
  - Guanyador del Ral·li Dakar

#### Resultats al Ral·li Dakar

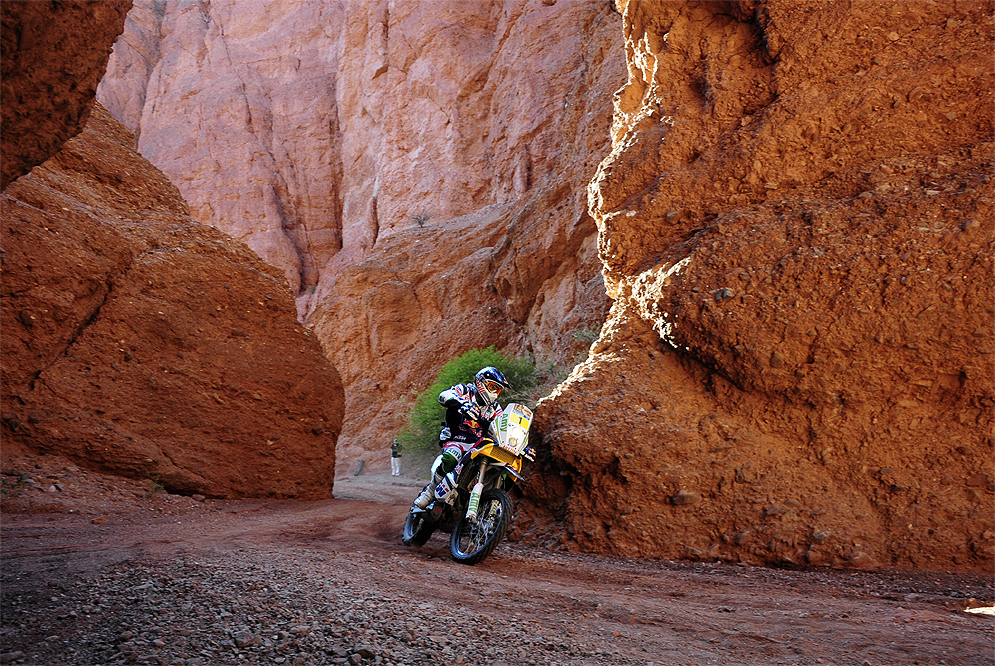
Marc Coma durant el Ral·li Dakar del 2010

| Any   | Motocicleta     | Posició         | Etapes          |
| ----- | --------------- | --------------- | --------------- |
| 2002  | CSV             | -               | 0               |
| 2003  | KTM             | 11è             | 0               |
| 2004  | KTM             | -               | 0               |
| 2005  | KTM             | 2n              | 1               |
| 2006  | KTM LC4 660R    | 1r              | 0               |
| 2007  | KTM 690 Rally   | -               | 3               |
| 2008  | Cancel·lat      | Cancel·lat      | Cancel·lat      |
| 2009  | KTM 690 Rally   | 1r              | 3               |
| 2010  | KTM 690 Rally   | 15è             | 4               |
| 2011  | KTM 450 Rally   | 1r              | 5               |
| 2012  | KTM 450 Rally   | 2n              | 5               |
| 2013  | No hi participà | No hi participà | No hi participà |
| 2014  | KTM 450 Rally   | 1r              | 2               |
| 2015  | KTM 450 Rally   | 1r              | 1               |
| Total | Total           | 5               | 24              |